# Scott Ritter
William Scott Ritter Jr., né le 15 juillet 1961 aux États-Unis, est un ancien inspecteur de la commission spéciale des Nations unies (UNSCOM) chargée de surveiller l'élimination des armes de destruction massive en Irak, entre 1991 et 1998.
Dans la période qui précède la deuxième guerre du Golfe, il devient l'un des détracteurs américains les plus connus de la politique des États-Unis vis-à-vis de l'Irak, et, selon le New York Times, « le sceptique le plus fort et le plus crédible de l'affirmation de l'administration Bush selon laquelle Hussein cachait des armes de destruction massive ».
Il est arrêté en 2009 pour délinquance sexuelle en ligne sur mineure, condamné en 2011 et incarcéré jusqu'en 2014.
À partir de 2014, il soutient publiquement la politique de Bachar al-Assad en Syrie, puis celle de Vladimir Poutine à la suite de l'invasion de l'Ukraine.

## Biographie
Scott Ritter est né en 1961 dans une famille de militaires. Après des études universitaires, il rejoint l'armée et travaille comme officier de renseignement dans les années 1980.

### Première guerre du Golfe et commission de désarmement de l'Irak
Durant la guerre du Golfe (1990-1991), il est expert en missiles balistiques auprès du général Norman Schwarzkopf et fin 1991 il entre à la commission spéciale des Nations unies. Il participe à 30 missions, dont 14 en tant que chef d'équipe. Ses relations avec l'Irak sont mauvaises : ses visites non annoncées peuvent surprendre les officiers irakiens, qui, en 1997, l'accusent d'être un espion,.
Le 27 août 1998, il démissionne de la commission spéciale chargée de désarmer l'Irak. Il accuse les États-Unis et l'ONU de ne plus soutenir le travail d'inspection, affirmant que le département d'État américain a œuvré pour retarder ou empêcher des inspections. Il estime que les Américains ont cédé à l'Irak et il déclare à la BBC : « L'Irak devrait être soumis à une vaste campagne visant à détruire le régime de Saddam Hussein »,.

### Changement de posture et soutien à l'Irak
Ensuite, jusqu'à l'invasion de l'Irak par les américains de 2003, il critique la politique américaine, mais plus de la même façon : il estime désormais que les Occidentaux sont trop sévères vis-à-vis de l'Irak et fin 1998 qualifie les frappes américaines et britanniques en Irak d'« horrible erreur ».
Selon The New York Times, Scott Ritter fait ainsi « volte face » et apparaît alors, « pendant la longue période qui a conduit à la guerre » en 2003, « comme le sceptique le plus fort et le plus crédible de l'affirmation de l'administration Bush selon laquelle Saddam Hussein cachait des armes de destruction massive ». D'après la BBC, il est « le plus véhément » des critiques de la politique américaine vis-à-vis de l'Irak.
En 1999, il publie le livre Endgame sur sa mission en Irak lorsqu'il était inspecteur. En 2000, il produit un documentaire sur le même sujet. En 2001, il affirme que l'Irak coopère de façon très significative avec le processus d'inspection de l'ONU et estime que les États-unis sont au bord de commettre une erreur magistrale : selon lui, « l'Irak aujourd'hui ne représente pas une menace pour ses voisins et n'agit pas de manière à menacer quiconque se trouvant en dehors de ses propres frontières ».
En 2002, il fait un voyage à Bagdad en Irak en tant que simple citoyen pour avertir que son pays est sur le point de commettre une « erreur historique ». Il exhorte les Irakiens à permettre la reprise des inspections. Pour son insistance à dénoncer que les armes de destruction massives ne sont qu'un prétexte pour déclarer une guerre, il est exclu des médias et on se moque de lui.

### Délinquance sexuelle
En 2001, il est piégé par un policier se faisant passer pour une adolescente de 16 ans à qui il propose une rencontre. Les poursuites sont abandonnées après 6 mois de mise à l'épreuve.
En 2009, il est arrêté pour délinquance sexuelle sur internet. Il a communiqué par l'intermédiaire d'un site de discussion avec un policier qui se faisait passer pour une adolescente de 15 ans. Il se défend en affirmant qu'il pensait que son interlocuteur était un adulte qui assouvissait ses fantasmes. En octobre 2011, il est condamné à une peine de prison de 1 an et demi au minimum et 5 ans et demi maximum. Il est mis en liberté conditionnelle en septembre 2014,,.

### Guerre en Syrie
Entre 2014 et 2017, il est contributeur au HuffPost. En 2017 et 2018, il publie dans The American Conservative. À cette période, il tente de disculper le régime de Bachar el-Assad de sa responsabilité dans les attaques chimique de Ghouta et de Khan Cheikhoun.

### Invasion de l'Ukraine
Selon Euronews, lors de la guerre russo-ukrainienne, Scott Ritter relaie abondamment la propagande russe et défend la rhétorique de Vladimir Poutine. D'après Courrier international, il devient « la coqueluche des conspirationnistes de tous bords depuis qu’il s’est fait le pourfendeur de la politique de Washington et l’ardent défenseur de celle du Kremlin ».
En 2022, il voit son compte Twitter temporairement suspendu après avoir accusé la police ukrainienne du massacre de Boutcha et traité Joe Biden de « criminel de guerre » pour l'avoir imputé aux troupes d'occupation russes.
En 2023, il publie Le désarmement au temps de la Perestroïka, dans lequel il met en garde contre une escalade qui pourrait conduire à un conflit nucléaire avec les Russes, et estime que le public occidental a oublié combien il avait été difficile d'arriver à des accords de désarmement. Il fait une tournée en Russie pour promouvoir son livre.

### Discours de Grozny
En janvier 2024, il se rend en Tchétchénie à Grozny, affirmant vouloir promouvoir une amitié entre Tchétchènes et Américains. Il prononce un discours en présence de Ramzan Kadyrov et de 25 000 Kadyrovtsy,, dans un russe exécrable selon Francis Scarr, journaliste de la BBC qui sous-titre la vidéo et décrit ce moment comme « un des plus surréalistes de la guerre ».
Il leur déclare à cette occasion : « C'est ma deuxième visite en Tchétchénie. La première fois, on m'a dit "pourquoi cette visite ?" et j'ai dit "il le faut ! Je dois faire cette visite !". Pourquoi ? Parce qu'en Amérique et en Europe quand je dis "Tchétchénie" les gens pensent que les gens [de là-bas] sont effrayants. [...] C'est pas vrai. Pendant ma visite j'ai vu les Tchétchènes, c'est les meilleurs. Des gens qui veulent vivre en paix, qui veulent être amis avec le monde entier». « Je sais que vous êtes les héros de Marioupol. Je sais que vous êtes les héros de Louhansk, Donetsk, Kherson, Zaporizhia »,. « Je sais que vous êtes des vrais hommes qui veulent une famille, des enfants, une vie et pas vous battre. Mais maintenant il faut se battre, et vous vous battez. Je pense que vous allez gagner. Je sais comment vous combattez ».

### Ennuis avec les autorités américaines
En juin 2024, Ritter déclare sur RT que le service des douanes et de la protection des frontières a confisqué son passeport sur ordre du Département d’État alors qu'il tentait de se rendre au forum économique mondial de St Pétersbourg. Le porte-parole de la présidence Dmitri Peskov minimise l'affaire, remarquant qu'il est courant d'interdire les voyages en pays hostile à d'anciens agents de renseignement.
Le 7 août 2024, le FBI perquisitionne son domicile dans le cadre d'une enquête fédérale.

## Vie privée
Il a rencontré sa femme Marina Ritter en URSS alors qu'il s'y trouvait pour une inspection d'armes en 1988,. Marina Ritter a été accusée par le FBI d'être une ancienne agente du KGB et Scott Ritter soupçonné d'avoir été recruté par les Soviétiques. Scott Ritter a qualifié l'enquête du FBI sur sa femme de « harcèlement ».

### Proximité avec Seymour Hersh
En 2005, Seymour Hersh préface son livre Iraq Confidential et publie dans le magazine The Nation un échange où ils abordent la situation en Irak et les interférences de la CIA dans le travail de l'ONU.
En 2011, il témoigne en sa faveur à son procès.
En 2018, il préface un autre de ses livres : Dealbreaker: Donald Trump and the Unmaking of the Iran Nuclear Deal (cf. bibliographie).
En 2017, Al Jazeera, qui critique deux journaux réputés pour avoir publié les thèses conspirationnistes de Seymour Hersh sur l'utilisation d'armes chimiques en Syrie et la mort d'Oussama ben Laden, remarque : « Un rédacteur en chef consciencieux n'aurait pu manquer les signaux d'alerte déclenchés par les récents papiers de Hersh. Les deux journaux l'ont autorisé à choisir lui-même un vérificateur pour ses informations, ce qui est d'une incroyable désinvolture vu le caractère explosif des révélations. Mais l'idée a tourné à la mascarade quand Hersh a fait appel à Scott Ritter ».
Quelques mois plus tard, un article d'Euronews s'interroge sur les motivations de ces « Américains en disgrâce » qui « débitent de la propagande pro-Poutine en Russie ». Les cas de Hersh et Ritter sont étudiés, aux côtés de Steven Seagal et Oliver Stone.